# Timewatch
Timewatch es una serie de televisión británica de larga duración que muestra documentales sobre temas históricos, que abarcan toda la historia humana. Se emitió por primera vez el 29 de septiembre de 1982 y es producido por la BBC. El nombre Timewatch se utiliza como título de la serie en el Reino Unido, pero muchos de los documentales individuales no tienen la continuidad de las emisiones de la BBC fuera del mercado nacional británico. 

## Episodios
Las cifras de los espectadores se tomaron del sitio web de Broadcasters 'Audience Research Board Ltd. para el día en que se emitió el episodio por primera vez. 

### 2001
| #  | Episodio                                                                         | Fecha de emisión      | Presentador   | Espectadores (millones) |
| -- | -------------------------------------------------------------------------------- | --------------------- | ------------- | ----------------------- |
| 1  | "The Empire State Story" "La historia del Empire State"                          | 12 de enero de 2001   | Samuel West   | 3,03                    |
| 2  | "Himmler, Hitler and the End of the Reich" "Himmler, Hitler y el fin del Reich"  | 19 de enero de 2001   |               | 3,35                    |
| 3  | "The King's Servant" "El sirviente del rey"                                      | 26 de enero de 2001   | John Guy      |                         |
| 4  | "Nero's Golden House" "La casa de oro de Nerón"                                  | 2 de febrero de 2001  |               | 2,63                    |
| 5  | "Public Enemy Number One" "Enemigo público número uno"                           | 9 de febrero de 2001  |               | 2,69                    |
| 6  | "Hitler, Churchill and the Paratroopers" "Hitler, Churchill y los paracaidistas" | 16 de febrero de 2001 |               | 3,44                    |
| 7  | "The Last Surrender" "La última rendición"                                       | 11 de mayo de 2001    |               | 2,50                    |
| 8  | "Debutantes"                                                                     | 18 de mayo de 2001    | Samuel West   |                         |
| 9  | "Strangeways Revisited" "La cárcel de Strangeways revisitada"                    | 25 de mayo de 2001    |               |                         |
| 10 | "Scharnhorst" "Buque de guerra Scharnhorst"                                      | 1 de junio de 2001    |               | 3,45                    |
| 11 | "Roman Soldiers to Be" "Para ser soldados romanos"                               | 8 de junio de 2001    | John Shrapnel |                         |
| 12 | "Bombing Germany" "Bombardeo de Alemania"                                        | 23 de agosto de 2001  | John Michie   | 3,00                    |

### 2002
| #  | Episodio | Fecha de emisión        | Presentador     | Espectadores (millones) |
| -- | --- | ----------------------- | --------------- | ----------------------- |
| 1  | "The Making of Adolf Hitler" "El ascenso de Adolf Hitler"                                                    | 4 de enero de 2002      |                 | 2,35                    |
| 2  | "Mystery of the Iron Bridge" "Misterio del puente de hierro"                                                 | 11 de enero de 2002     |                 | 2,90                    |
| 3  | "Death of the Battleship" "Muerte del acorazado"                                                             | 18 de enero de 2002     |                 | 2,82                    |
| 4  | "Kill 'Em All: American War Crimes in Korea" "Mátenlos a todos: crímenes de guerra estadounidenses en Corea" | 1 de febrero de 2002    |                 |                         |
| 5  | "Jubilee Day" "Día del Jubileo"                                                                              | 8 de febrero de 2002    |                 |                         |
| 6  | "Myths of the Titanic" "Mitos del Titanic"                                                                   | 19 de abril de 2002     | Bernard Hill    | 2,45                    |
| 7  | "The Victorian Way of Death" "El camino victoriano de la muerte"                                             | 4 de mayo de 2002       | Dan Cruickshank |                         |
| 8  | "Battle for Berlin" "Batalla por Berlín"                                                                     | 10 de mayo de 2002      | Bill Paterson   | 2,17                    |
| 9  | "Stalin and the Betrayal of Leningrad" "Stalin y la traición de Leningrado"                                  | 9 de agosto de 2002     |                 | 2,17                    |
| 10 | "The Myth of Custer's Last Stand" "El mito de la última posición de Custer"                                  | 16 de agosto de 2002    |                 | 2,12                    |
| 11 | "Akhenaten and Nefertiti: The Royal Gods of Egypt" "Akhenaton y Nefertiti: los dioses reales de Egipto"      | 6 de septiembre de 2002 |                 | 2,62                    |
| 12 | "Murder in Harvard" "Asesinato en Harvard"                                                                   | 14 de diciembre de 2002 |                 |                         |

### 2003
| #  | Episodio | Fecha de emisión        | Presentador     | Espectadores (millones) |
| -- | --- | ----------------------- | --------------- | ----------------------- |
| 1  | "White Slaves Pirate Gold" "Esclavos blancos oro pirata"                                                                   | 10 de enero de 2003     |                 | 2,71                    |
| 2  | "Lost Cities of the Maya" "Ciudades perdidas de los mayas"                                                                 | 17 de enero de 2003     | Hugh Quarshie   |                         |
| 3  | "Rocket and Its Rivals" "La Rocket y sus rivales"                                                                          | 24 de enero de 2003     |                 |                         |
| 4  | "Ramesses III: Behind the Myth" "Ramsés III: Detrás del mito"                                                              | 31 de enero de 2003     |                 |                         |
| 5  | "1914: The War Revolution" "1914: La revolución de la guerra"                                                              | 7 de febrero de 2003    |                 |                         |
| 6  | "Chaplin and Hitler: The Tramp and the Dictator" "Chaplin y Hitler : El vagabundo y el dictador" (véase El gran dictador ) | 28 de febrero de 2003   | Kenneth Branagh |                         |
| 7  | "Concorde: A Love Affair" "Concorde: una historia de amor"                                                                 | 19 de octubre de 2003   | Michael Praed   | 2,78                    |
| 8  | "Zulu: The True Story" "Zulú: la verdadera historia"                                                                       | 24 de octubre de 2003   | Michael Praed   |                         |
| 9  | "The Greatest Storm" "La tormenta más grande"                                                                              | 31 de octubre de 2003   | Michael Praed   | 3,88                    |
| 10 | "Mystery of the Missing Ace" "Misterio del as desaparecido"                                                                | 14 de noviembre de 2003 | Michael Praed   | 3,24                    |
| 11 | "Gallipoli: The First D-Day" "Galípoli: el primer día D"                                                                   | 28 de noviembre de 2003 | Michael Praed   |                         |
| 12 | "Through Hell for Hitler" "A través del infierno para Hitler"                                                              | 5 de diciembre de 2003  |                 |                         |

### 2004
| #  | Episodio                                                                          | Fecha de emisión       | Presentador   | Espectadores (millones) |
| -- | --------------------------------------------------------------------------------- | ---------------------- | ------------- | ----------------------- |
| 1  | "Britain's X Files" "Archivos X de Gran Bretaña"                                  | 9 de enero de 2004     | Michael Praed |                         |
| 2  | "The Lost Liner and the Empire's Gold" "El mercante perdido y el oro del imperio" | 21 de enero de 2004    | Michael Praed |                         |
| 3  | "The Secrets of Enzo Ferrari" "Los secretos de Enzo Ferrari"                      | 23 de enero de 2004    | Michael Praed |                         |
| 4  | "The Mysteries of the Medieval Ship" "Los misterios de la nave medieval"          | 30 de enero de 2004    | Michael Praed |                         |
| 5  | "How Mad Was King George?" "¿Estaba loco el rey Jorge ?"                          | 6 de febrero de 2004   | Michael Praed |                         |
| 6  | "Who Killed Rasputin?" "¿Quién mató a Rasputín ?"                                 | 1 de octubre de 2004   | Michael Praed |                         |
| 7  | "The Lost Heroes" "Los héroes perdidos"                                           | 8 de octubre de 2004   | Michael Praed |                         |
| 8  | "The Mystery of the Black Death" "El misterio de la muerte negra"                 | 15 de octubre de 2004  | Michael Praed |                         |
| 9  | "The Black Pharaohs" "Los faraones negros"                                        | 22 de octubre de 2004  | Michael Praed |                         |
| 10 | "The Secrets of the Mary Rose" "Los secretos del velero Mary Rose"                | 29 de octubre de 2004  | Michael Praed |                         |
| 11 | "Julius Caesar's Greatest Battle" "La batalla más grande de Julio César"          | 5 de noviembre de 2004 | Michael Praed |                         |

### 2005
| #  | Episodio                                                                                    | Fecha de emisión        | Presentador   | Espectadores (millones) |
| -- | ------------------------------------------------------------------------------------------- | ----------------------- | ------------- | ----------------------- |
| 1  | "Who Killed Ivan the Terrible?" "¿Quién mató a Iván el Terrible ?"                          | 29 de enero de 2005     | Michael Praed |                         |
| 2  | "Murder in Rome" "Asesinato en Roma"                                                        | 4 de marzo de 2005      | Michael Praed |                         |
| 3  | "Who Killed Stalin?" "¿Quién mató a Stalin?"                                                | 11 de marzo de 2005     | Michael Praed |                         |
| 4  | "Princess Margaret: A Love Story" "Princesa Margarita: una historia de amor"                | 26 de marzo de 2005     | Michael Praed |                         |
| 5  | "The Killer Wave of 1607" "La ola asesina de 1607"                                          | 1 de abril de 2005      | Michael Praed |                         |
| 6  | "Britain's Lost Colosseum" "Coliseo perdido de Gran Bretaña"                                | 20 de mayo de 2005      | Michael Praed |                         |
| 7  | "The Year Without Summer" "El año sin verano"                                               | 27 de mayo de 2005      | Michael Praed |                         |
| 8  | "Emperor Hirohito" "Emperador Hirohito"                                                     | 1 de julio de 2005      | Michael Praed |                         |
| 9  | "The Gunpowder Plot" "La conspiración de la pólvora"                                        | 4 de noviembre de 2005  | Alice Hogge   |                         |
| 10 | "Pol Pot: The Journey to the Killing Fields" "Pol Pot: El viaje a los campos de exterminio" | 11 de noviembre de 2005 | Michael Praed |                         |
| 11 | "Children of the Doomed Voyage" "Niños del viaje condenado"                                 | 18 de noviembre de 2005 | Michael Praed |                         |
| 12 | "Inside the Mind of Adolf Hitler" "Dentro de la mente de Adolf Hitler"                      | 18 de noviembre de 2005 | Michael Praed |                         |

### 2006
| #  | Episodio                                                                     | Fecha de emisión      | Presentador   | Espectadores (millones) |
| -- | ---------------------------------------------------------------------------- | --------------------- | ------------- | ----------------------- |
| 1  | "The Bog Bodies" "Los cuerpos del pantano"                                   | 20 de enero de 2006   | Michael Praed |                         |
| 2  | "Battle of the River Plate" "Batalla del Río de la Plata"                    | 27 de enero de 2006   | Michael Praed |                         |
| 3  | "The Floating Brothel" "El burdel flotante"                                  | 3 de febrero de 2006  | Michael Praed |                         |
| 4  | "Unknown Soldiers" "Soldados desconocidos"                                   | 24 de febrero de 2006 | Michael Praed |                         |
| 5  | "Missing in Action" "Perdido en acción"                                      | 3 de marzo de 2006    | Michael Praed |                         |
| 6  | "The Secret History of Genghis Khan" "La historia secreta de Genghis Khan"   | 10 de marzo de 2006   | Michael Praed |                         |
| 7  | "The Crusaders' Lost Fort" "El fuerte perdido de los cruzados"               | 14 de abril de 2006   | Michael Praed |                         |
| 8  | "The Mystery of the Headless Romans" "El misterio de los romanos sin cabeza" | 21 de abril de 2006   | Michael Praed |                         |
| 9  | "Battle for Warsaw" "Batalla por Varsovia"                                   | 28 de abril de 2006   | Michael Praed |                         |
| 10 | "The Iron Coffin" "El ataúd de hierro"                                       | 5 de mayo de 2006     | Michael Praed |                         |
| 11 | "San Francisco's Great Quake" "Gran terremoto de San Francisco"              | 12 de mayo de 2006    | Michael Praed |                         |
| 12 | "The Princess Spy" "La princesa espía"                                       | 19 de mayo de 2006    | Michael Praed |                         |

### 2007
| #  | Episodio                                                              | Fecha de emisión     | Presentador     | Espectadores (millones) |
| -- | --------------------------------------------------------------------- | -------------------- | --------------- | ----------------------- |
| 1  | "The Hunt for U-864" "La caza del U-864"                              | 5 de enero de 2007   | Michael Praed   |                         |
| 2  | "Beatlemania" "La Beatlemanía"                                        | 12 de enero de 2007  | Michael Praed   |                         |
| 3  | "Killer Cloud" "La nube asesina"                                      | 19 de enero de 2007  | Michael Praed   |                         |
| 4  | "Hadrian's Wall" "El muro de Adriano"                                 | 26 de enero de 2007  | Julian Richards |                         |
| 5  | "Zeppelin: The First Blitz" "Zeppelin: el primer bombardeo"           | 2 de febrero de 2007 | Michael Praed   |                         |
| 6  | "The Last Duel" "El último duelo"                                     | 9 de febrero de 2007 | Brian Cox       |                         |
| 7  | "Remember the Galahad" "Recuerda el Galahad"                          | 2 de abril de 2007   | Michael Praed   |                         |
| 8  | "Hijack" "Secuestro"                                                  | 13 de abril de 2007  | Michael Praed   |                         |
| 9  | "The Wave That Destroyed Atlantis" "La ola que destruyó la Atlántida" | 20 de abril de 2007  | Michael Praed   |                         |
| 10 | "The Hidden Children" "Los niños ocultos"                             | 27 de abril de 2007  | Michael Praed   |                         |
| 11 | "Gladiator Graveyard" "Cementerio de Gladiadores"                     | 11 de mayo de 2007   | Michael Praed   |                         |
| 12 | "The People's Coronation" "La coronación del pueblo"                  | 18 de mayo de 2007   | Michael Praed   |                         |

### 2008
| #  | Episodio                                                                       | Fecha de emisión         | Presentador                       | Espectadores (millones) |
| -- | ------------------------------------------------------------------------------ | ------------------------ | --------------------------------- | ----------------------- |
| 1  | "Viking Voyage" "El viaje de los vikingos"                                     | 5 de enero de 2008       | Michael Praed                     |                         |
| 2  | "Bloody Omaha" "Bloody Omaha"                                                  | 6 de enero de 2008       | Richard Hammond                   | 2,61                    |
| 3  | "In Search of the Wreckers" "En busca de los demoledores"                      | 12 de enero de 2008      | Bella Bathurst                    | 2,23                    |
| 4  | "The Greatest Knight" "El mejor caballero"                                     | 19 de enero de 2008      | Saul David                        |                         |
| 5  | "The Pharaoh's Lost City" "La ciudad perdida del faraón"                       | 26 de enero de 2008      | Michael Praed                     | 2,26                    |
| 6  | "Ten Pound Poms" "Ten Pound Poms (la emigración a Australia a partir de 1945)" | 2 de febrero de 2008     | Michael Praed                     | 1,82                    |
| 7  | "Stonehenge: The Healing Stones" "Stonehenge: las piedras curativas"           | 27 de septiembre de 2008 | Tim Darvill y Geoffrey Wainwright | 2,19                    |
| 8  | "Britain's Forgotten Floods" "Inundaciones olvidadas de Gran Bretaña"          | 4 de octubre de 2008     | Vanessa Collingridge              | 1,68                    |
| 9  | "The Boxer Rebellion" "La rebelión de los bóxers"                              | 11 de octubre de 2008    | Michael Praed                     |                         |
| 10 | "Young Victoria" "La joven reina Victoria"                                     | 18 de octubre de 2008    | Kate Williams                     | 2,22                    |
| 11 | "Last Day of World War One" "Último día de la Primera Guerra Mundial"          | 1 de noviembre de 2008   | Michael Palin                     | 2,63                    |

### 2009
| # | Episodio                                                                                 | Fecha de emisión      | Presentador          | Espectadores (millones) |
| - | ---------------------------------------------------------------------------------------- | --------------------- | -------------------- | ----------------------- |
| 1 | "Queen Elizabeth's Lost Guns" "Armas perdidas de la reina Isabel"                        | 21 de febrero de 2009 | Saul David           | 2,20                    |
| 2 | "QE2: The Final Voyage" "QE2 : El viaje final"                                           | 28 de febrero de 2009 | Michael Praed        | 2,03                    |
| 3 | "The Real Bonnie and Clyde" "Los verdaderos Bonnie y Clyde"                              | 7 de marzo de 2009    | Michael Praed        | 2,06                    |
| 4 | "Captain Cook: The Man Behind the Legend" "Capitán Cook: El hombre detrás de la leyenda" | 14 de marzo de 2009   | Vanessa Collingridge |                         |
| 5 | "WWI Aces Falling" "La caída de los ases de la Primera Guerra Mundial"                   | 21 de marzo de 2009   | Michael Praed        | 1,90                    |
| 6 | "Pyramid: The Last Secret" "Pirámide: el último secreto"                                 | 28 de marzo de 2009   | Bob Brier            | 2,32                    |
| 7 | "In Shackleton's Footsteps " "Siguiendo los pasos de Shackleton"                         | 4 de abril de 2009    | Michael Praed        | 1,75                    |
| 8 | "The Prince and the Plotter" "El príncipe y la trama"                                    | 4 de julio de 2009    | Huw Edwards          |                         |

### 2010
| # | Episodio                                           | Fecha de emisión   | Presentador    | Espectadores (millones) |
| - | -------------------------------------------------- | ------------------ | -------------- | ----------------------- |
| 1 | "Atlantis: The Evidence" "Atlántida: la evidencia" | 2 de junio de 2010 | Bettany Hughes |                         |

### 2011
| # | Episodio | Fecha de emisión        | Presentador   | Espectadores (millones) |
| - | --- | ----------------------- | ------------- | ----------------------- |
| 1 | "Code-Breakers: Bletchley Park's Lost Heroes" "Rompe códigos: los héroes perdidos de Bletchley Park"                     | 25 de octubre de 2011   | Keeley Hawes  |                         |
| 2 | "The Most Courageous Raid of WWII" "La incursión más valiente de la Segunda Guerra Mundial"                              | 1 de noviembre de 2011  | Paddy Ashdown |                         |
| 3 | "Dam Busters: The Race to Smash the German Dams" "Demoledores de presas: la incursión para derribar las presas alemanas" | 8 de noviembre de 2011  | James Holland |                         |
| 4 | "Double Agent: The Eddie Chapman Story" "Agente doble: la historia de Eddie Chapman"                                     | 15 de noviembre de 2011 | Ben Macintyre |                         |